# Saint-Agathon
Saint-Agathon (bretonisch Sant-Eganton) ist eine französische Gemeinde mit 2.202 Einwohnern (Stand: 1. Januar 2022) im Département Côtes-d’Armor in der Region Bretagne. Sie gehört zum Arrondissement Guingamp und zum gleichnamigen Kanton Guingamp. Die Einwohner werden Saint-Agathonnais und Saint-Agathonnaises genannt.

## Geographie
Saint-Agathon liegt etwa 30 Kilometer westlich von Saint-Brieuc. Umgeben wird Saint-Agathon von den Nachbargemeinden Pommerit-le-Vicomte im Norden, Le Merzer im Nordosten, Saint-Jean-Kerdaniel im Osten, Ploumagoar im Süden und Südwesten, Guingamp im Westen sowie Pabu im Westen und Nordwesten.
Durch die Gemeinde führt die Route nationale 12.

## Bevölkerungsentwicklung
| Jahr      | 1962 | 1968 | 1975 | 1982 | 1990 | 1999 | 2006 | 2012 | 2020 |
| --------- | ---- | ---- | ---- | ---- | ---- | ---- | ---- | ---- | ---- |
| Einwohner | 899  | 890  | 1106 | 1331 | 1453 | 1783 | 1973 | 2180 | 2286 |

## Sehenswürdigkeiten
- Kirche Notre-Dame, 1855 erbaut

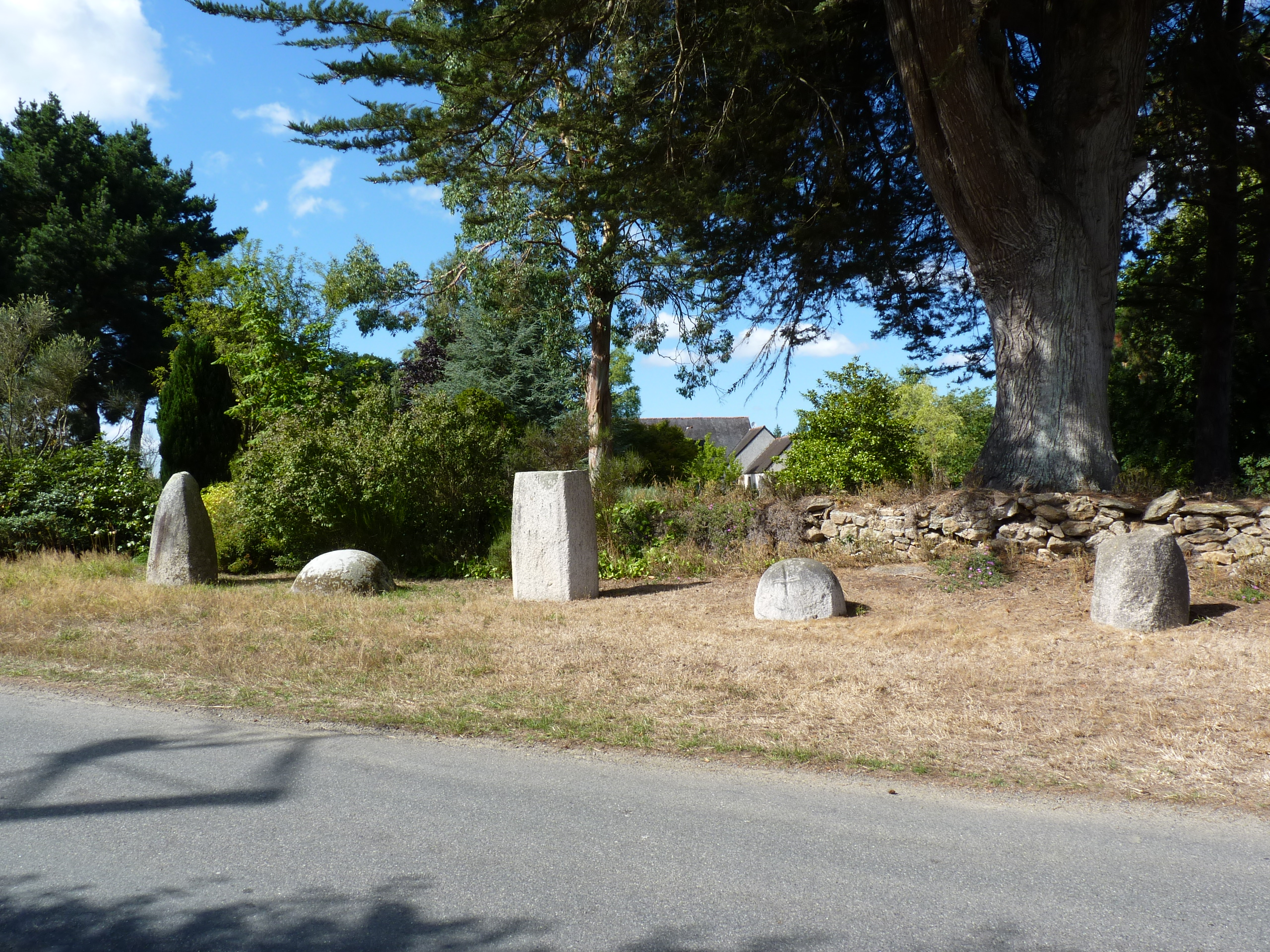
Die fünf gallischen Stelen

- Kapelle Notre-Dame von Malaunay (1702–1704 erbaut)
- Die fünf gallischen Stelen, Steingruppe aus der Eisenzeit, als Monument historique seit 1958 klassifiziert
- Herrenhaus von Kerleino aus dem 17. Jahrhundert
- Herrenhaus von Kérenez mit Taubenschlag
- Herrenhaus von Kerlann aus dem Jahr 1661, Umbauten im 19./20. Jahrhundert
- Mühle von Kermorvan aus dem 18. Jahrhundert
- mehrere weitere Windmühlen